# Östra Ljusören
Östra Ljusören är en ö i Finland. Den ligger i Bottenhavet och i kommunen Närpes i den ekonomiska regionen  Sydösterbotten i landskapet Österbotten, i den västra delen av landet. Ön ligger omkring 76 kilometer söder om Vasa och omkring 320 kilometer nordväst om Helsingfors.
Öns area är 11,5 hektar och dess största längd är 1 kilometer i nord-sydlig riktning. I omgivningarna runt Östra Ljusören växer i huvudsak blandskog.